# August Toepler

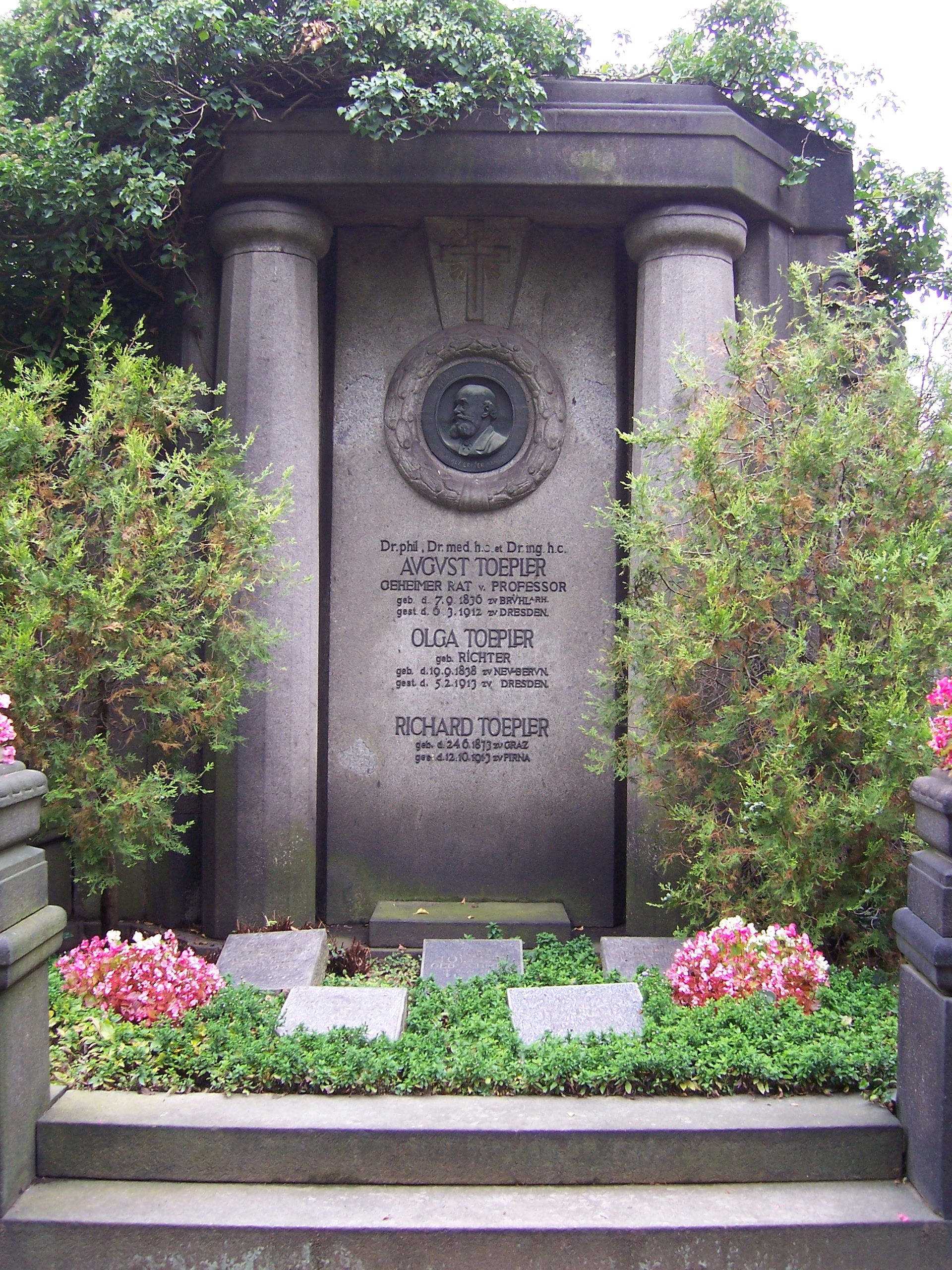
Panteón familiar, en el que están el físico y su hijo Maximilian, en el cementerio de San Juan en Dresde

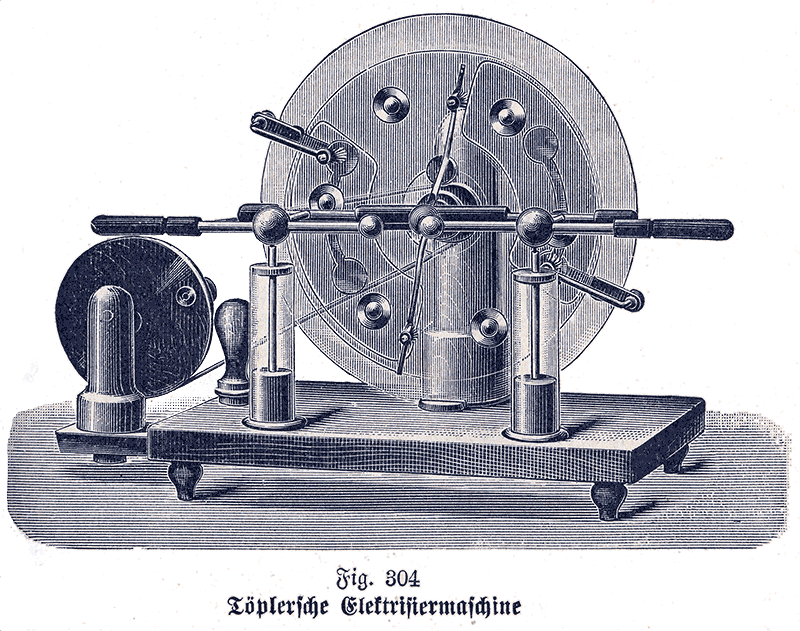
Generador electrostático de Toepler

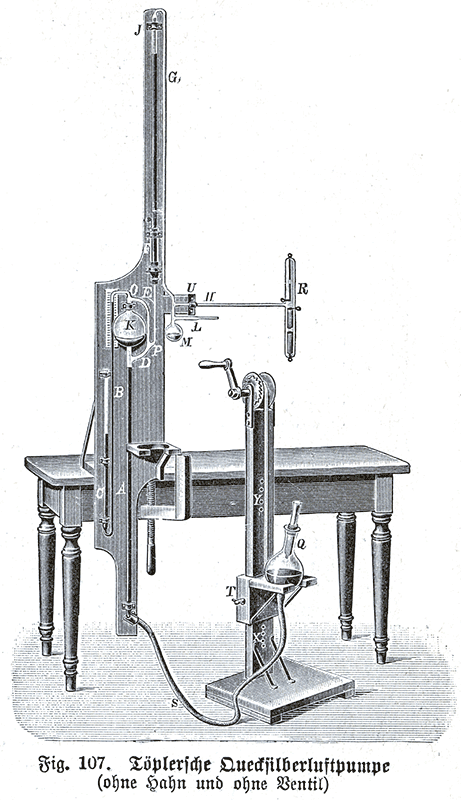
Bomba de aire mercurio de Toepler

August Joseph Ignaz Toepler (7 de septiembre de 1836 - 6 de marzo de 1912) fue un químico, físico y profesor universitario alemán conocido por sus trabajos en electrostática, con bombas de aire y ondas acústica, así como inventor de máquinas electrostáticas y de la fotografía Schlieren, para fotografiar el flujo de aire que rodea a un objeto en movimiento y que se utiliza para estudiar los flujos del aire en situaciones de velocidades supersónicas, como se dan en aeronáutica o balística. 

## Biografía
August Toepler nació el 7 de septiembre de 1836. Estudió química en el Gewerbe-Institut de Berlín (1855-1858) y se graduó de la Universidad de Jena en 1860. Luego se dedicó a la física experimental. August Toepler fue profesor de química y física en la Academia Poppelsdorf (1859-1864). Recibió una cátedra de química y tecnología química en el Universidad Técnica de Riga y ocupó este cargo entre 1864 y 1868.
En 1864, aplicó la prueba de Foucault para los espejos de los telescopios al análisis del flujo de fluidos y la onda de choque. Nombró a este nuevo método fotografía Schlieren, por el cual es justificadamente famoso. También desarrolló en 1865 la máquina de Toepler, una máquina de influencia electrostática (generador de alto voltaje), que algún día encontraría uso en las primeras máquinas de rayos X médicas. Algunas versiones mejoradas fueron producidas por  Wilhelm Holtz, Roger y J. Robert Voss.
En 1868, se convirtió en profesor en la Universidad de Graz en Austria, donde bajo su administración apareció un nuevo instituto físico. En 1876, Toepler llegó a Dresde, donde se le ofreció la cátedra de Física Experimental. Fue director del Instituto de Física en la Universidad Técnica de Dresde hasta su jubilación en 1900. Su hijo Maximilian Toepler continuó el trabajo científico de manera independiente. Toepler es recordado como un inventor de máquinas electrostáticas, y por su trabajo con bombas de aire y ondas acústicas.
Toepler describió también una máquina simétrica (1866) que es una máquina sin sectores y un dispositivo similar se usa como un multiplicador de voltaje.
Las máquinas electrostáticas de Toepler fueron hechas por diferentes personas y compañías, por ejemplo, se puede encontrar una máquina de Toepler en un catálogo de la Welch Scientific Company (Chicago, EE. UU.). Las diferencias entre una máquina de Toepler, una máquina de Holtz y una máquina de Toepler-Holtz no están claras incluso en los libros escritos ya que eran tecnología moderna y vital. A veces, una máquina de este tipo se llama máquina de Holtz-Toepler simplemente porque fue hecha por Holtz, pero el diseño original sigue siendo el mismo que el de la máquina de Toepler.
Este modelo de un generador de inducción electrostática, muy en boga para fines electromédicos hacia finales del siglo XIX, se basaba en los principios de los electrofores y  de la función duplicadora. Derivaba de las mejoras mecánicas realizadas entre 1865 y 1880 por Topler, y también por el físico alemán Wilhelm Holtz (1836-1913) y por J. Robert Voss, un mecánico de Berlín. Voss ideó este modelo de autoexcitación en 1880, perfeccionando una máquina presentada por Topler el año anterior.
La máquina descansa sobre una base de nogal con patas. Una columna soporta horizontalmente el eje de rotación. Dos discos delgados, paralelos, de vidrio, muy próximos entre sí, están articulados verticalmente a este eje. El mayor de los dos (el trasero), es un disco fijo y se apoya  en la base a lo largo de una ranura de un disco de aislamiento de ebonita; el otro (el frontal), es un disco móvil más pequeño y gira mediante una manivela que controlan un par de poleas conectadas por un cable. En su lado exterior, el disco fijo lleva los inductores, dos tiras de papel de aluminio pegadas en el medio de dos anchos escudos de papel colocados diametralmente, uno al lado del otro.
El disco móvil lleva el sistema de autoexcitación Toepler-Voss que consta de seis botones metálicos, cada uno rodeado por un anillo de papel de aluminio, colocados equidistantemente en un círculo. Dos pequeños colectores de metal rozan los botones; los colectores se fijan a un conductor curvo (cubierto con ebonita) que se sujeta a los discos en puntos opuestos y está en contacto con las tiras de papel de aluminio del inductor. En frente de los botones, fijados al borde del disco móvil hacia el diámetro horizontal, dos peines de colección de bronce, cada uno con 10 puntos, se colocan en la dirección del disco.
Los peines están en contacto con los escudos interiores de dos botellas de Leiden, y con los brazos de la brecha, dos barras de latón equipadas con esférulas y mangos de aislamiento, en los que se liberan las chispas. Los escudos exteriores de las botellas de Leiden descansan sobre dos discos de latón conectados eléctricamente por un cable metálico, que pasa a lo largo de la base.
Un segundo par de peines de recolección, orientados hacia el disco móvil, cada uno con ocho puntos y un colector metálico central que roza los botones, comprende el llamado "conductor diametral", que está inclinado a 45 ° con respecto al diámetro horizontal y que permite que la polaridad de los revestimientos se mantenga inalterada, especialmente cuando las dinamos excitantes se alejan más de su distancia explosiva normal. Ni siquiera se necesita una carga inicial débil para arrancar la máquina; el sistema de autoexcitación se inicia automáticamente girando el disco móvil en el sentido de las agujas del reloj (visto desde la parte frontal de la máquina) utilizando la manivela especial.
La cantidad de carga capturada a través de la inducción por los peines es recogida por los dos anillos de recolección de latón, móviles, y las esferas terminales de la chispa están cargadas de signo opuesto con respecto al signo del peine con el que están en contacto. De esta manera, la máquina puede producir chispas, a veces muy largas, especialmente si los polos de la chispa están en contacto con los escudos internos de las dos botellas de Leiden.
La corriente continua estándar no siempre estaba disponible a principios de siglo, por lo que los generadores electrostáticos Toepler-Holtz se utilizaron para proporcionar a los médicos la corriente de tratamiento así como para alimentar los primeros dispositivos de rayos X. Eran bastante comunes y se anunciaban en el catálogo de Sears con numerosos accesorios. Esta máquina construida en una cabina de roble y vidrio es un generador Toepler-Holtz fabricado por la empresa Betz de Chicago (ca. 1900). Fue diseñada para su uso médico y tiene un controlador de tubo de rayos X como parte integral.
Esta máquina tiene el diseño de Toepler-Holtz y data de finales de la década de 1890. Se vendía a médicos practicantes como una fuente potencial para la excitación de los tubos de rayos X. Para esto funciona bastante bien, produciendo alrededor de 1 mA a 80 kV a velocidades de rotación moderadas. Los accesorios que se encuentran en los cajones son para el "tratamiento eléctrico" de cosas como la calvicie, la cojera, etc.
La mayoría son sistemas de puntos diseñados para producir descargas de colector. Se incluye una mesa baja con patas de vidrio para el aislamiento eléctrico del paciente. Algunos de los dispositivos parecen instrumentos de tortura incluso sin la aplicación de electricidad. El estuche que encierra las placas no debe abrirse salvo para reparaciones. La máquina se opera girando la manivela en sentido contrario a las agujas del reloj mientras se mira hacia el frente. Un interruptor giratorio en el centro conecta o desconecta las botellas de Leyden a los terminales.
El generador ilustrado es uno de los tipos más grandes y está formado por 24 placas de vidrio, 6 juegos de cuatro cada una, que se giraban para producir corriente para la terapia. Fue hecho por un fabricante desconocido (¿Wagner?), ca. 1910.
August y Maximilian Toepler comenzaron una investigación en el campo de la física de descarga de gases en la Universidad de Tecnología de Dresde. Esta investigación resultó particularmente en el desarrollo de la técnica de Schlieren. Con la aplicación del "método de racha", Toepler tuvo éxito siendo el primer científico en hacer visibles las ondas acústicas en el aire. Este método también fue importante para la cinematografía de alta velocidad. Las imágenes en movimiento también se han utilizado para estudiar fenómenos que ocurren tan rápido que no pueden grabarse en cámaras normales. Se ha aplicado una inmensa cantidad de ingenio a la solución de muchos problemas en este campo.

## Sistema óptico Schlieren
El principio de la fotografía Schlieren de Toepler, conocido como la prueba de Foucault, fue desarrollada originalmente como una prueba sensible para lentes, espejos y otros componentes ópticos por Léon Foucault en 1859. Toepler fue el primero en modificar el principio para laobservación en tiempo real del flujo líquido o gaseoso y de las ondas sonoras, y continúa siendo ampliamente utilizado.

## Trivia
El hijo de Toepler, Maximilien Toepler, también fue físico y trabajó de forma independiente en el mismo campo.
Toepler también fue famoso por inventaren 1850 la bomba Toepler, que se ve en la imagen inferior derecha.